# Chorismagrion risi
Chorismagrion risi är en trollsländeart som beskrevs av Morton 1914. Chorismagrion risi ingår i släktet Chorismagrion och familjen Synlestidae. Inga underarter finns listade i Catalogue of Life.